# Teoria del Partigiano
(Carl Schmitt, Teoria del Partigiano)
(Carl Schmitt, Teoria del Partigiano)
Teoria del Partigiano. Integrazione al concetto del Politico è un saggio di Carl Schmitt del 1963, che analizza il concetto e il ruolo del partigiano, combattente irregolare che si contrappone all'esercito regolare, nella storia e nella filosofia contemporanee. Schmitt ne racconta la nascita, i modi e le teorie di sviluppo dal XV al XIX secolo, per ricomprendere il Partigiano nella teoria più ampia della sua opera Le categorie del Politico.

## Introduzione
Nella parte iniziale del saggio vengono elencate le definizioni dei termini sui quali si potrà comprendere meglio il saggio stesso. La riflessione schmittiana si muove secondo le categorie dello Jus Publicum Europaeum e del Diritto di Guerra Classico, che, all'interno dello Jus Publicum Europaeum non contempla, infatti, la figura del Partigiano, assimilandolo:
- ad una truppa leggera assai mobile regolare
- a criminali particolarmente esecrabili, di fatto dei hors la loi,[2]

in quanto Diritto di guerra classico è ancora incentrato sulla guerra, la guerra viene ancora considerata come un duello aperto, cavalleresco, che non ammette irregolarità ed è combattuta fra due contendenti ufficiali. La natura del partigiano è, quindi, ivi negata. L'introduzione della leva obbligatoria rende la guerra, guerra di popoli, pur sempre, però, circoscritta. E quella frazione di popolo che guerreggia al di fuori dell'esercito regolare riconosciuto è considerato un Partigiano. Alla categoria di guerra partigiana si riconducono anche la guerra Civile e la guerra Coloniale, ma si tende a limitarle, lasciando come guerra regolare quella tra eserciti statuali regolari che si scontrano, e come irregolare la guerra dove fa la sua comparsa il Partigiano.
La Guerrilla spagnola combattuta tra il 1803 e il 1813, è un chiaro esempio, quando partigiani Russi combatterono contro Napoleone, e chiamati "Mužik di Tolstoj", che Lenin resusciterà per diffondere la sua Rivoluzione in tutta Europa. La rassegna delle diverse tipologie di partigiano, continua poi per essere ripresa nella seconda sezione, Lo Sviluppo della Teoria, verso gli eventi che caratterizzano l'epoca in cui il libro è stato pubblicato: quindi la Cina di Mao, il Vietnam di Ho Chi Minh e la Cuba di Castro.

### Termine e concetto di Partigiano
Il Partigiano è quindi descritto secondo elementi essenziali:
1. Irregolarità. L'esercito regolare è quell'esercito descritto da: superiori responsabili, contrassegni fissi visibili, armamento esibito apertamente, rispetto delle regole e degli usi del diritto di guerra[3]. Il partigiano si contrappone radicalmente a questo modello.
2. Intenso impegno politico. Questa peculiarità, che nelle prime guerre partigiane venne solo accennata, non solo fa riferimento alla natura etimologica del termine,[4] ma lo contraddistingue dal semplice rapinatore o delinquente, perché l'interesse che difende è meramente politico, non come nel Pirata dove è centrale l’animus furandi.[5] Per questo il Partito è definito da Schmitt come "unica vera organizzazione totalitaria che lega le persone in epoca moderna come nessun'altra organizzazione, neppure lo Stato contemporaneo, sa fare".
3. Mobilità. Celerità. Attacco e ritirate a sorpresa. Questo elemento, tratto dalla concezione Prussiana del Partigiano, come Ussaro o Panduro, è testimone di come il mondo politico e militare vede il combattente irregolare. Concezione che si rifletterà nelle guerre partigiane moderne.
4. Carattere Tellurico. Questa definizione, ideata dallo storico, Jover Zamora, riconduce ad una definizione pre-contemporanea del Partigiano, che lo vede come combattente, in una posizione principalmente difensiva, che si snatura con la tecnicizzazione dell'era contemporanea incarnata nella motorizzazione, la quale induce il partigiano ad attaccare, piuttosto che solo difendersi, di fatto ricollocandolo in un nuovo Nòmos della Terra[6]. Non solo, questa concezione contribuisce a distaccare il partigiano, truppa terrestre in difesa della propria patria, sia dal Pirata che dal Corsaro, figure che si muovono in orizzonti marittimi commerciali e di conseguenza radicalmente diversi[7].

### Sguardo sulla situazione dal punto di vista del Diritto Internazionale
Schmitt conduce allora una ricerca su come il Diritto internazionale abbia assorbito il concetto di Partigiano. A questo proposito ricava:
- Il Regolamento per la guerra terrestre dell'Aja, del 18 ottobre 1907[8]
- Le 4 Convenzioni di Ginevra del 12 agosto 1949[9]

Il Regolamento riconosce come 'regolari', milizie, corpi volontari e quanti si uniscano a sollevazioni popolari spontanee a patto che rechino i requisiti di regolarità sovramenzionate in merito alla loro intrinseca "irregolarità". Questa definizione pare inadatta a Schmitt il quale ritiene che il Regolamento e la Convenzione dell'Aja del 1907, tendano, si a cooperare per fornire quanti più diritti ai combattenti nelle guerre, ma non colgano la natura del Partigiano, imponendo condizioni di regolarizzazione assolutamente contrarie alla sua vera natura. I due atti, infatti, allargano l'insieme di soggetti ai quali vengono riconosciuti diritti, ma non riconoscono il partigiano 'irregolare'. Lo riconoscono solo se organizzato, anche non militarmente. Così si perviene ad un'uguaglianza tra Conflitto Internazionale e Guerra Interstatuale, ma che non calza alla logica di Schmitt. Il Conflitto Internazionale è una guerra che esula dai confini statali, ed è tendenzialmente ideologico. La Guerra Interstatuale è un conflitto che avviene tra due eserciti di Stati Regolari, riconosciuti internazionalmente, come si conduceva già nel '700 e nell '800.
Così l'analisi si concentra sull'origine del Partigiano dal punto di vista internazionale, attraverso il concetto di "occupatio bellica". Un paese che occupa un altro paese, infatti, ha sul paese occupato un potere direzionale tale da poter ordinare ai funzionari occupati di mantenere l'ordine e la pace. D'altro canto i funzionari, per quanto obbligati in virtù degli usi di guerra, sono restii ad obbedire all'occupante per amor patrio e per difesa della nazione originaria. In questo conflitto di interessi si insinua il Partigiano che difende la popolazione contro l'occupante.
La convenzione infatti ricalca questa situazione contraddittoria permettendo la Resistenza qualora provenga da nuclei organizzati al fine di proteggere gli occupati, ma nei limiti della legalità. Altresì, però, riconosce all'occupante la facoltà di repressione di tali fenomeni. Così si introduce la tutela umanitaria per tutti coloro che combattono, non disumanizzando il nemico, come le guerre contemporanee presto faranno, ma riconoscendolo come tale, anche nel caso irregolare.
Il Partigiano quindi si inserisce in un orizzonte di rischio. La categoria del rischio è tratta dall'ambito assicurativo per essere adeguatamente definita. Il partigiano infatti non rischia, come il Pirata o il Corsaro o il commerciante che varca frontiere neutrali, per accaparrarsi bottino, affari o merci. Il partigiano rischia la vita, la legalità e l'onore, situandosi al limite tra illegalità e legittimità, costringendolo ad essere ovunque un forestiero. Perciò qui, sorge la grande distinzione tra il partigiano autoctono, che combatte nelle guerre interstatali, dove la guerra respinge il nemico presente all'interno dei suoi confini, ed il partigiano politico che combatte per l'annientamento assoluto del nemico nella guerra contemporanea assoluta.

## Lo sviluppo della teoria
Nella seconda sezione del libro, l'autore si ripropone un excursus storico-filosofico su come la forma del partigiano si evolva durante le varie epoche storiche, dal seicento, in cui è considerato figura da romanzo picaresco, fino al XX secolo, dove trova la sua massima espressione. L'analisi parte dal rapporto che l'esercito prussiano mantiene con la figura del partigiano dal 1815 al 1945, dove si nota una radicale e forzata rimozione dell'idea del combattente irregolare.
L'esercito prussiano-tedesco dell'Ottocento è uno dei migliori eserciti del mondo, ma deve la sua forza ad un modello di guerra che appartiene al Diritto di Guerra Classico Europeo, dove il conflitto viene considerato alla stregua di un duello regolare, dove non ci si confronta con degli "sbandati" che tanto lo metteranno in crisi nella guerra franco-prussiana del 1870-'71, i cosiddetti franc-tireurs o Heckenschützen. Il modello bellico al quale tale esercito si riferiva, trova ancora nella divisa l'elemento contraddistintivo, che rende il nemico non un criminale, ma un contendente di un duello. L'assenza della divisa equivale, per l'esercito prussiano di allora, all'essere un criminale da giustiziare secondo il codice penale. Nel 1871, l'esercito tedesco vince contro Napoleone III, ma la guerra non si conclude con il consueto trattato di Pace, e anzi sfocia nella guèrre à outrance che Léon Gambetta propugnerà per la sua Francia repubblicana. Tale guerra ad oltranza, si estenderà a ondate partigiane che segneranno anche una vittoria sulla Loira, ma scateneranno rappresaglie pesanti da parte dell'esercito prussiano contro i civili, visti come origine di tale fenomeno irregolare, ma la questione rimarrà irrisolta.
La concezione prussiana del combattente si riconnette a quello che poi sarà la Convenzione dell'Aja del 1907. Convenzione che, ricordiamo, invoca condizioni di ammissibilità per la qualifica a combattente, del tutto contraddittorie con la natura stessa del partigiano, ma in linea col pensiero del Diritto di Guerra Classico del tempo, con l'ideale della "guerra duello", dei contrassegni fissi e visibili, delle armi in vista e dei superiori responsabili.
Tra il 1812 ed il 1813 lo Stato Maggiore Prussiano scatena delle insurrezioni antinapoleoniche attraverso l'emissione, dell’Editto Prussiano sulla milizia territoriale o Landsturm, recepito quale legge dall'ordinamento interno, con tanto di firma del primo ministro. Gli art. 61-62 di tale editto affermano:
- "Ogni cittadino ha il dovere di opporsi al nemico invasore con qualsiasi tipo di arma.[...] Scuri, forconi, falci e lupare vengono espressamente raccomandati.[...] Ogni prussiano ha il dovere di non obbedire ad alcun ordine del nemico, bensì di danneggiarlo con ogni mezzo possibile. Anche se il nemico volesse ristabilire l'ordine pubblico, nessuno è autorizzato a obbedirgli, perché così facendo si finirebbe per facilitarne le operazioni militari. [...] Gli eccessi di una canaglia sfrenata sono meno nocivi di un nemico nelle condizioni di poter disporre liberamente di tutte le proprie truppe.[...] Rappresaglie e azioni terroristiche a protezione dei partigiani sono garantite e promesse al nemico."

Questo editto si pone come vero e proprio, Statuto dei Partigiani, dove la Spagna è riconosciuta come modello supremo, e la legittima difesa giustifica machiavellicamente ogni mezzo. Anche se al tempo fu ritirato, come documento permane e conferisce al partigiano una legittimazione giuridica in chiave illuministica, che fino ad allora non era riuscito ad avere. Lo scenario culturale della Berlino di allora si prestava, difatti, ad accogliere il partigiano, quale eroe romantico, nell'alveo di una concettualizzazione più ampia. Il combattente per la libertà, il portavoce del popolo. Addirittura il barone Von Clausewitz, e con lui numerosi altri letterati fra cui anche il filosofo tedesco, Fichte, si smobiliterà nel suo "Della Guerra", al Capitolo VI°, B del VIII° Libro per parlare del Partigiano. Ma per quanto sia oggetto di una nobilissima legittimazione filosofica, che proseguirà con Hegel e Marx, il Partigiano è ancora lontano dal nascere come l'abbiamo conosciuto nella seconda guerra mondiale, e troverà legittimazione di fatto solo con Lenin. Da ricordare che nel 1944 il Comando Supremo della Wehrmacht emanerà le Direttive Generali per la lotta contro i Partigiani, dove verranno create:
- La Volkssturm, con decreto del 25 settembre 1944, quale milizia territoriale per la difesa nazionale organizzata secondo i disposti del regolamento dell'Aja del 1907.
- La Werwolf, una organizzazione partigiana di giovani, coattivamente riuniti in truppe non scelte.

Se non che l'Art. 160 del Trattato di Versailles del 28 giugno 1919 provvederà a destituire lo Stato maggiore generale tedesco e con esso qualsiasi concettualizzazione di una guerra irregolare regolarizzata tra le file di un esercito statuale.

### Da Clausewitz a Lenin
Tra il XVIII secolo e il XIX, assistiamo ad un cambiamento radicale, utile e indispensabile, per comprendere la mutazione del concetto del Partigiano. Il mutamento che viene ripreso dal "Concetto del Politico", uno dei saggi più fortunati di Carl Schmitt.
In particolare si passa da un concetto di Stato e di guerra, a qualcosa di totalmente differente. Il XIX secolo è il secolo dei partiti e delle giovani democrazie che si contendono la scena mondiale attraverso le rivoluzioni, sostenute in un primo momento solo da una frangia ideologica di sinistra rappresentata da Marx e Engels, ma che poi si estenderà a tutto l'arco parlamentare ed extra-parlamentare.

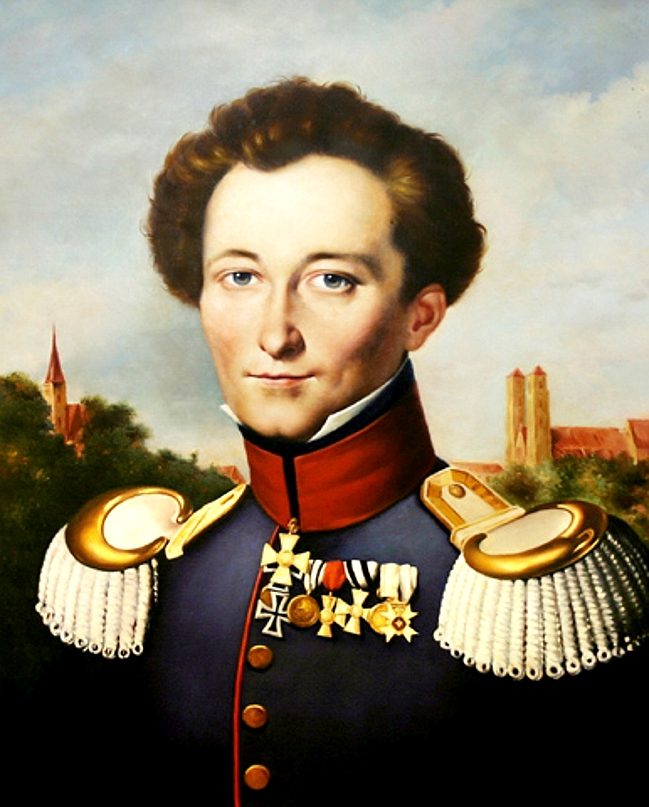
Il barone von Clausewitz

Lenin in particolare, sulla scia di idee già individuate da Engels, inizia a ritenere come necessaria la guerra rivoluzionaria, sanguinosa e estremamente violenta, della quale il partigiano è "momento" indispensabile e idea cardine. In un articolo su "Il proletario" del 13 ottobre 1906, risultato della teorizzazione dello scritto "Che fare?" del 1902 dove Lenin individua con lucidità il concetto di "Nemico e Inimicizia" nell'idea bolscevica, la guerra partigiana viene a tutti gli effetti equiparata ad una guerra civile e nasce forte il concetto di rivoluzionario di professione. Una guerra, cioè, di lotta inevitabile, che trova il suo unico scopo nella Rivoluzione bolscevica da esportare a tutti i paesi del mondo.
In questa guerra il Partigiano guidato dal PCUS, è eroe incontrastato. Gli altri partigiani, esterni a tale logica politica, semplici "canaglie anarchiche", nemiche dell'umanità.
Questa concezione, lucida e basilare per comprendere l'evoluzione del concetto di Partigiano, deriva in gran parte del suo vigore politico e da una profonda conoscenza, da parte di Lenin, del trattato "Della Guerra" del Barone von Clausewitz. Secondo il Clausewitz la guerra è continuazione della politica con altri mezzi, e fondamentale diventa l'individuazione precisa dell'amico e del nemico per determinare quali fini deve avere la guerra stessa. Questo messaggio è raccolto e sottolineato da Lenin che rende la Guerra Rivoluzionaria una guerra di Inimicizia Assoluta senza alcuna limitazione, di fronte alla quale tutti gli altri conflitti sono meri giochi convenzionali.
La guerra rivoluzionaria è assoluta, contro nemici assoluti, trovando senso e scopo solo nel risultato estremo di distruggere con ogni mezzo la parte avversa.
L'altra parte è configurata dal Borghese e dal Capitalista Occidentale eretto a massimo esponente di tutto quanto è assolutamente e indistintamente contrario all'ideale rivoluzionario generando, in questo grande cambiamento del politico che si ha nel XIX secolo, il concetto di Nemico Assoluto, che tornerà utile più avanti.

### Da Lenin a Mao Zedong
Il passo successivo dell'analisi continua con la Seconda guerra mondiale, quando i partigiani russi riuscirono a tenere occupate in battaglia venti divisioni tedesche, contribuendo decisamente alla vittoria dei russi sui tedeschi. La concezione di fondo di Stalin era che il partigiano dovesse combattere sempre dalle retrovie, alle spalle del nemico, unificando così il carattere tellurico della lotta contro l'invasione straniera con l'aggressività della Rivoluzione.
Mao Zedong prese avvio da questa tradizione diventando il più grande teorico e pratico della figura del partigiano. Scrive infatti tutte le sue opere tra il 1936 e il 1938, in concomitanza con la guerrilla di liberazione nazionale spagnola, a testimonianza del particolare legame che lo unisce al partigiano. Nel 1938, in particolare, redige un testo fondamentale per cogliere la concezione che aveva del partigiano, Strategia della guerra partigiana contro l'invasione giapponese, dove dice:
Ma, mentre le sue esperienze precedenti non devono nulla ai partigiani, la vittoria fondamentale, contro il Kuomintang, è del tutto partigiana.
La nazione in armi era parola chiave anche dello Stato Maggiore Prussiano di von Clausewitz, alla quale Mao aggiunge un elemento estremamente importante, che abbiamo visto svilupparsi con Lenin: l'Assolutezza. Nella lotta armata contro il "nemico assoluto", inoltre, i partigiani di Mao hanno un carattere molto più tellurico dei compagni bolscevichi. La loro è una guerra decennale contro un avversario interno come il Kuomintang. Ed è qui che i due più grandi comunismi della storia si spaccano. Da una parte Stalin e dall'altra Mao, con, in mezzo, il XX Congresso del PCUS.
Mao esprime questo nuovo nomos del nemico del marxismo incorporato nel capitalismo cinese con una poesia, intitolata Kulun:
(Kulun, Mao Zedong)
Nella teoria maoista convergono dunque vari tipi di inimicizie: 
- l'ostilità razziale contro i coloni bianchi sfruttatori;
- l'ostilità di classe verso la borghesia capitalistica;
- l'ostilità nazionale contro gli invasori giapponesi appartenenti alla stessa razza;
- l'avversione crescente per il proprio connazionale.

Queste idee contribuirono a realizzare, con consapevolezza teorica più che nitida, quella guerra come continuazione della politica che trova il suo senso nell'inimicizia assoluta e si ripropone anche durante la Guerra fredda, concepita e definita da Mao come modo, adattato alle circostanze, di mettere in azione una reale inimicizia con mezzi diversi da quelli apertamente violenti. L'apoteosi di tale logica si ritrova nel momento in cui Mao dichiara definitivamente che la guerra, in generale, è per nove decimi guerra non aperta, affidata alla partigianeria, e per un decimo guerra militare aperta.

### Da Mao Zedong a Raoul Salan
L'opera di Mao è stata la più recepita, tra tutti i popoli europei, dagli ufficiali di carriera francesi, stanziati in Indocina. Il caso di Raoul Salan appare dunque il più tipico, per descrivere il conflitto di un soldato regolare che deve fronteggiare un esercito prevalentemente irregolare.
Raoul Salan è un generale con una storia personale molto complicata. Da giovane ufficiale aveva sperimentato la Guerra d'Indocina, quindi divenne ufficiale dello Stato Maggiore delle Colonie, in Africa. Nel 1948, infatti, giunse in Indocina come comandante delle truppe francesi; nel 1951 divenne Alto Commissario della Repubblica Francese nel Vietnam del Nord; nel 1954 condusse l'inchiesta sulla sconfitta di Dien Bien Phu; nel 1958 fu nominato comandante supremo delle forze armate francesi ad Algeri.

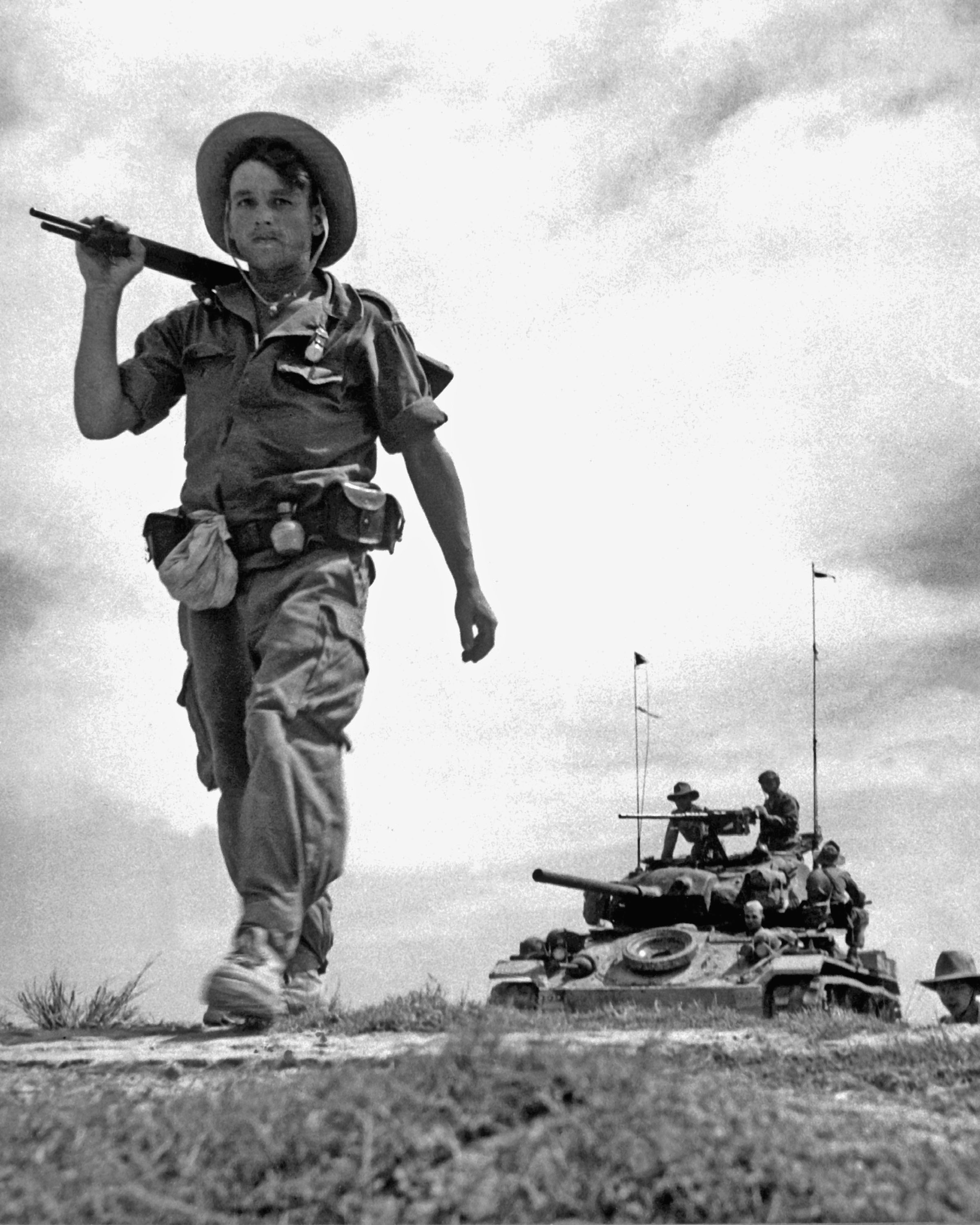
La Legione straniera francese durante la guerra d'Indocina

Politicamente di sinistra, si piegò alla logica della guerra partigiana dopo le esperienze in Indocina, ma nel 1958, inaspettatamente, nel corso di una manifestazione pubblica ad Algeri sostenne pubblicamente De Gaulle al grido di "Vive de Gaulle!". Svanite le speranze di vedere allargato il dominio francese in Africa, si oppose al presidente del consiglio fondando l' Organisation armée secrète, e tentando nel 1961 un colpo di stato. Fu arrestato l'anno successivo, mentre organizzava, indistintamente azioni terroristiche verso algerini, francesi e civili. L’Alta Corte Militare lo accusò del tentativo di eversione del legittimo governo e organizzazione di attentati condannandolo all'ergastolo. Durante il processo Salan tacque, ammettendo le proprie responsabilità o, al massimo, lamentandosi della parzialità della documentazione e del mancato interrogatorio dei testimoni e chiudendo con le seguenti parole:
Nonostante il rischiato contempt of court, Salan tacque aggiungendo in sua difesa:
La connotazione religiosa dell'ultima battuta altro non è che una risposta al pubblico ministero che aveva la pretesa di rivolgerglisi da cristiano a cristiano, non comprendendo la sua convinzione di star combattendo per restituire la Francia a chi l'aveva presa indebitamente.
Al di là di tutto, il magistrato cerca di comprendere l'atteggiamento quasi folle di un generale francese che parte al contrattacco della sua stessa nazione, in modo così efferato e organizzato.
Salan si è, però, calato nella guerra moderna a pieno titolo, ha subìto quello che i vietnamiti hanno subìto, ha visto Ho Chi Minh e la sua organizzazione essere più efficiente dell'amministrazione francese per quanti riguarda l'approvvigionamento militare e civile. Ha visto nascere, la strategia psicologica, una componente essenziale che si andava ad aggiungere alla concettualizzazione sia della guerra moderna che della teoria partigiana. Il partigiano si avvia, nella confusione deformante del problema della lotta moderna, a diventare, principalmente secondo la filosofia divisiva di destra, terrorista.

## Aspetti e concetti dell'ultimo stadio
L'analisi fin qui operata conduce a distinguere quattro grandi aree che, riunite, ci forniscono il paradigma sintetico del partigiano nel suo ultimo stadio evolutivo. Lo stadio che lo conduce ad inserirsi nell'era moderna e a diventare sempre più, secondo questa personale tesi, terrorista:

### Aspetto spaziale
Ogni modifica tecnica costituisce un incremento spaziale, incremento che si misura nella creazione o scoperta di nuovi spazi o comunque nella modifica e riqualificazione degli spazi già esistenti. Basti pensare allo spazio extraterrestre, oggi usato come scenario di guerra. O basti pensare anche solo all'invenzione del sottomarino che, nello scenario storico della guerra per mare come la conoscevamo, aggiunge una terza dimensione, quella della profondità.
Allo stesso modo del sottomarino, il Partigiano introduce nello spazio terrestre una dimensione di profondità. Inoltre ricordiamo la sua natura irregolare, una irregolarità completamente avulsa dalla regolarità, mentre il suo carattere lo qualificano come l'ultima sentinella della terra, elemento di storia universale, non ancora completamente distrutto.
Questa introduzione di una sfera spaziale inattesa che il partigiano opera, lo sottopone automaticamente ad una svalutazione morale. Così come Napoleone reagì male al guerrigliero spagnolo criminalizzandolo e scatenandovi contro l'inutile potenza di un esercito, anche l'Inghilterra male reagì al sottomarino tedesco durante la prima guerra mondiale. E male l'America contro i Vietcong. L'introduzione di una sfera spaziale inattesa provoca, infatti, inevitabilmente cattivi giudizi morali, e reazioni inevitabilmente errate.

### La disgregazione delle strutture sociali
Già con le note dinamiche della Guerra d'Indocina è chiaro che l'azione partigiana, in generale, è foriera di uno sconvolgimento dell'ordine sociale. È mirata ad introdurre un'irregolarità che porta rivoluzione, introduce una res publica diversa dalla cosa pubblica già riconosciuta come tale.
E questo basta a pochi drappelli di uomini per darsi il nome di esercito, è sufficiente per poter instillare insicurezza, paura e diffidenza generale, per generare un clima di terrore, che ancor di più contribuisce alla creazione di un nuovo ordine giuridico. Un ordine che è sempre unità di ordinamento e localizzazione.

### Il contesto politico mondiale
Ad oggi la vecchia azione tellurica che mirava alla riconquista o alla protezione del suolo patrio pro aris et focis è centralizzata in un potere che mira più che altro ad un'azione violenta contro la popolazione mondiale. Questa forza centralista è riuscita ad arrogarsi la facoltà di governare le azioni partigiane in virtù della dipendenza che il partigiano ha sviluppato su di essa. In effetti, per funzionare, il partigiano deve potersi appoggiare ad una forza regolare che lo legittima e lo fornisce di mezzi tecnici di combattimento.
Così fu per gli Inglesi verso gli Spagnoli partigiani contro Napoleone.
Questa posizione del terzo che legittima il partigiano fa sì che questi trovi un'unica scelta nel, se regolarizzarsi essendo riconosciuto dal terzo, o diventare una nuova tipologia di regolarità. Inoltre, grazie ai progressi tecnologici introdotti anche in campo bellico, il partigiano ha in parte snaturato la sua natura originale. Il riconoscimento politico del terzo gli è infatti indispensabile per non essere inghiottito dalle sue stesse azioni e divenire considerato alla stregua di un comune criminale.
Il progresso scientifico ha introdotto anche in campo bellico delle consistenti trasformazioni, per cui ha anche reso anche il partigiano soggetto 'motorizzato', motorizzazione che ne ha di fatto leso il carattere tellurico, rendendolo schiavo dalla terza parte. È così che tra terzi interessati si crea, si è creata, la logica dei 'blocchi'.
L'incremento tecnicologico ha visto il partigiano armarsi, al pari degli eserciti regolari, di armi moderne, di mitragliatori e bombe al plastico, di computer e mezzi di comunicazione di massa.
Questo ha ingenerato, sia nell'inconscio collettivo, che nella storia, una contraddizione che ha, non poco valore. La contraddizione di un combattente agricolo, pre-feudale, dotato di armi industriali.
In questa contraddizione si stagliano varie visioni, a loro volta e tra di loro contraddittorie, progressiste-ottimiste o progressiste-pessimiste, che tendono a re-inserire il partigiano nel contesto moderno o annullandolo per semplice decorso storico, o reintegrandolo come prossimo conquistatore degli spazi o ri-colonizzatore della terra, inaridita dai conflitti nucleari. Continuando l'analisi emergono inoltre altri aspetti che caratterizzano la sua figura:

### Legalità e legittimità
Al partigiano serve una concreta legittimazione, proveniente dal terzo interessato, per evitare che le sue azioni lo anneghino nell'universo caotico del semplice crimine. Questa legittimazione si è sempre più spesso trovata a confrontarsi con la legalità che appare, di recente, sicuramente il valore più forte.
La legalità intesa come corpus normativo di leggi sottese alla repubblica è al di sopra di qualsiasi altro potere, nello Stato. Ed essa, in quanto valore assoluto, degrada il partigiano ad assoluta illegalità, lo criminalizza. La sua irregolarità, di per sé, non costituisce nulla agli occhi dello Stato. La legittimità ricercata crolla sotto la legalità che lo Stato erge a forma di giustizia suprema, attraverso il suo decisionismo e la sua capacità di trasformare il diritto in legge. L'unico modo che potrebbe avere il partigiano per non soccombere è creare una nuova e personale legalità, che si contrappone alla legalità statale e repubblicana, per come è conosciuta.

### Il vero nemico
La dichiarazione di guerra ha la facoltà di individuare il vero nemico, colui che si contrappone a noi e che, seppur sullo stesso piano, va affrontato ed eliminato per riaffermare i nostri confini, i nostri limiti. Secondo la dialettica del diritto internazionale bellico classico, la determinazione di una regolarità forte, alla quale si contrappone un'irregolarità forte, contribuisce a individuare anche i soggetti in contrapposizione: l'amico e il nemico. Quando questi soggetti si confondono, si moltiplicano e non si autodeterminano, la guerra finisce per essere gioco e viene delimitata a poche casistiche.
Con la guerrilla spagnola Napoleone ha visto ristabilirsi, dopo un secolo di giochi bellici, una irregolarità forte: il partigiano che difende la terra e diventa eroe. Tale partigiano contribuì a rendere di nuovo seria la guerra e ridefinire le figure di amicizia e inimicizia.
Lenin, dal canto suo, evolverà tale concetto attraverso un ampliamento del concetto di guerra, che diverrà guerra assoluta. Nella guerra assoluta il nemico è assoluto, per cui il partigiano diviene portatore di un'inimicizia assoluta.

### Dal vero nemico al nemico assoluto
Dalla definizione del concetto di nemico si comprende e deriva la definizione del concetto di guerra. Il Regolamento dell'Aja sulla Guerra Terrestre pareva aver limitato l'efferatezza umana, pareva aver definitivamente fatto rinunciare alla criminalizzazione del nemico, alla discriminazione e alla diffamazione.
La presenza del partigiano però rimette in discussione proprio questo punto.
(Ernesto Che Guevara)
L'impegno politico del partigiano è assoluto, il partigiano è stato derubato di ogni diritto e cerca il suo diritto nell'inimicizia. In essa prende senso, e, attraverso essa ed attraverso il riconoscimento del terzo interessato, che si costituisce a controparte attiva e lo individua nella logica dell'amico-nemico tipica del Politico, il partigiano prende vita.
Il limite della sua inimicizia sta proprio in questo suo carattere Politico e nel suo proprio carattere tellurico, nella sua strenua difesa di un pezzo di terra con la quale intrattiene un rapporto autoctono.
(Giovanna d'Arco)
Giovanna d'Arco, che non era partigiana, ma combatteva da regolare contro regolari, esprime appieno l'essenza dell'inimicizia e la ricerca di un "respingimento entro i propri confini" che il partigiano opera in linea col concetto di Politico classico.
Lenin e il processo di assolutizzazione del partito che comanda lo Stato, ha contribuito alla creazione del concetto di guerra assoluta. Le modifiche tecniche che hanno creato armi in grado determinare, non più un mero combattimento, ma un annientamento vero e proprio, hanno fatto sì che i loro possessori si trovassero non solo costretti ad annullare gli avversari sul piano fisico, ma a criminalizzarli anche sul piano morale per non apparire essi stessi dei mostri, nel loro usare tali armi. Queste modifiche tecniche che in Hegel, ma già in Hobbes, erano considerate discriminanti per il concetto di guerra hanno profondamente contribuito allo sviluppo delle logiche politiche odierne e quindi alla definizione del concetto di partigiano.
Esso diventa così portatore dell'inimicizia assoluta che non è più possibile neanche indicare quale inimicizia giacché le contrapposizioni tuttora vigenti nelle guerre sono talmente assolute da non lasciare spazio per l'esistenza di controparti. È così che la domanda su cosa sia il Partigiano ci riporta alla domanda su cosa sia oggi il Politico e quale sia oggi il nuovo νόμοςdella terra.